# Правобережный (Оренбургская область)
Правобере́жный — посёлок в Саракташском районе Оренбургской области. Входит в состав Новочеркасского сельсовета.

## История
В 1966 году указом Президиума Верховного Совета РСФСР посёлок сельскохозяйственного профессионально-технического училища № 1 переименован в Правобережный.

## Население
| 2010 |
| ---- |
| 81   |

## Улицы
- ул. Лесная,
- ул. Северная,
- ул. Строителей.